# The Rising of the Shield Hero
The Rising of the Shield Hero (jap. 盾の勇者の成り上がり Tate no Yūsha no Nariagari) ist eine Light Novel der japanischen Autorin Aneko Yusagi (アネコ･ユサギ) mit Illustrationen von Seira Minami (彌南せいら), die seit 2013 in Japan erscheint. Sie wurde als Manga umgesetzt, der auf Deutsch als The Rising of the Shield Hero erscheint. Ebenso startete 2019 die Animeserie The Rising of the Shield Hero. Das Werk ist in die Genres Action und Fantasy einzuordnen.

## Inhalt
Der Student und Otaku Naofumi Iwatani findet in der Bibliothek das „Traktat der Waffen der vier Heiligen“. Als er darin lesen will, wird er ohnmächtig und in die Welt des Buches gezogen. Er wurde vom König mit drei anderen hierher beschworen, um als einer der vier Helden das Reich vor einer großen Gefahr zu beschützen. Doch zunächst sollen er und die drei anderen die Welt erkunden und Erfahrung sammeln. 
Als Waffe erhält Naofumi nur einen Schild – die unbeliebteste der vier Waffen, weswegen sich ihm auch keiner der Untertanen des Königs als Gefährte anschließen will. Nur die junge Myne Suphia will ihn begleiten. Vom Geld, dass er für seine Mission erhalten hat, kauft sich Naofumi eine teure Rüstung. Andere Waffen sind ihm verwehrt. Und auch der Kampf gegen Monster bringt ihm wenig, weil er durch den Schild zwar kaum zu verwunden ist, aber auch schwer Monster töten kann. Schließlich wird ihm über Nacht noch seine Ausrüstung gestohlen – von Myne Suphia, die ihn vor dem König bezichtigt, sie vergewaltigt zu haben. Naofumi wird verstoßen und muss sich nun allein mit seinem Schild durchschlagen. Mit dem Sammeln von Kräutern verdient er Geld und es gelingt ihm, kleine Monster zu zähmen und für sich kämpfen zu lassen. Vom Geld kauft er sich schließlich die Sklavin Raphtalia, die er ebenfalls für sich kämpfen lässt und die bald eine Gefährtin für ihn wird.

## Veröffentlichungen
Die Light Novel erschien zunächst ab 2012 online als Webnovel auf der Plattform Shōsetsuka ni Narō. Später übernahm sie der Verlag Media Factory und brachte sie in bisher 20 Bänden heraus. Die Veröffentlichung als Webnovel wurde 2015 eingestellt. One Peace Books veröffentlichte die Reihe auf Englisch und Tong Li Publishing auf Chinesisch. Am 30. April 2021 wurde offiziell bekanntgegeben, dass die Light Novel im deutschsprachigen Raum über ein neu gestartetes Label von Tokyopop unter dem Titel The Rising of the Shield Hero erscheint. Der erste Band wurde für August gleichen Jahres angekündigt und soll alle zwei Monate fortgesetzt werden.
Eine Adaption der Buchreihe als Manga von Aiya Kyu erscheint seit Juni 2014 im Magazin Gekkan Comic Flapper bei Media Factory. Dieser bringt die Serie auch in bisher 28 Sammelbänden heraus (Stand Juli 2025). Der siebte Band verkaufte sich in Japan über 20.000 Mal in der ersten Woche nach Erscheinen. Eine deutsche Übersetzung erscheint seit April 2017 bei Tokyopop in bisher 25 Bänden (Stand März 2025). One Peace Books bringt eine englische Fassung heraus, Doki-Doki eine französische und Tong Li eine chinesische.
Im August 2017 kam mit Yari no Yūsha no Yarinaoshi (槍の勇者のやり直し) ein Ableger heraus, zunächst als Manga vom Mangaka Neet und dann als Light Novel von den gleichen Autoren wie die Vorlage. Beide werden von Media Factory publiziert.
Ein weiterer Ableger der Serie erscheint seit dem 23. August 2019 auf der Comic Walker-Webseite des Verlages Kadokawa unter dem Titel The Menu of the Shield Hero (盾の勇者のおしながき) geschrieben und illustriert von Amamichi Akano.

## Anime

Internationales Logo des Anime.

Für 2019 produzierte das Studio Kinema Citrus eine 25-teilige Animeserie auf Basis der Light Novel. Regie führte Takao Abo und Hauptautor war Keigo Koyanagi. Die Musik der Serie wurde komponiert von Kevin Penkin. Die Serie wurde ab dem 9. Januar 2019 in Japan ausgestrahlt und über Streaming bei Crunchyroll, unter anderem mit deutschen und englischen Untertiteln, veröffentlicht.
Die erste Folge der Serie wurde von einschlägigen Medien überwiegend negativ aufgenommen. So sind als langweilig und verbraucht angesehene Genre-Elemente kritisiert worden. Insbesondere aber wurde die Folge als frauenfeindlich empfunden, wegen der Darstellung einer vorgetäuschten Vergewaltigung. Beim Publikum dagegen war der Anime ein großer Erfolg und konnte durch seine Beliebtheit auch die Verkaufszahlen von Light-Novel- und Manga-Serie verdoppeln.
Während der Crunchyroll Expo am 1. September 2019 wurde mitgeteilt, dass der Anime sowohl eine zweite als auch eine dritte Staffel erhalten wird.

## Videospiel
Am 27. April 2019 erschien in Japan eine Demo zum Videospiel zu Tate no Yūsha no Nariagari, welches mit Mithilfe des RPG Maker MV programmiert wurde. Eine englische Version des Spiels ist im Laufe des Jahres veröffentlicht worden. Das fertige Spiel erschien Ende September unter dem Titel The Rising of the Shield Hero: Relive the Animation auf Steam für den PC und erhielt eine Umsetzung als Android- und iOS-Version für das Smartphone. Eine englischsprachige Version folgte im Herbst desselben Jahres.
Ein inoffizielles Videospiel zur Serie trägt den Titel Rise! Shield Hero!.

## Theaterstück
- → Hauptartikel: Tate no Yūsha no Nariagari (Bühnenspiel)

Ein Theaterstück basierend auf den Anime sollte zwischen dem 27. und März 2020 in Osaka und anschließend zwischen dem 2. und 12. April gleichen Jahres in Tokio aufgeführt werden, allerdings wurden die Vorführungen aufgrund des Ausbruchs des neuartigen Coronavirus SARS-CoV-2 und die damit verbundene COVID-19-Pandemie in Japan abgesagt und auf einen unbestimmten Zeitpunkt vertagt.
Yuya Uno und Karin Isobe spielen bei den Aufführungen die Rollen Naofumi Iwatani und Raphtalia. Die weiteren Darsteller wurden Ende November 2019 bekannt gegeben.